# Реди Каса
Реди Каса (на албански: Redi Kasa) е албански футболист, който играе на поста централен нападател. Състезател на Егнатия.

## Кариера

### Септември София
На 28 юли 2021 г. Реди подписва с отбора на Септември (София). Дебютира на 8 август при победата с 0:3 като гост на ЦСКА 1948 II, като той отбелязва третия гол, който се явява и негов дебютен за „септемврийци“.

### Царско село
На 23 януари 2021 е обявен за ново попълнение на Царско село. Прави дебюта си на 20 февруари при загубата с 1:2 като домакин на Берое.

## Успехи
Егнатия
- Купа на Албания (1): 2022/23